# Вор (фильм, 1981)
«Вор» (англ. Thief) — детективный кинофильм. Экранизация произведения Фрэнка Хохаймера «Взломщики домов: исповедь вора-домушника» (The Home Invaders: Confessions of a Cat Burglar).
Музыка для фильма записана западногерманским музыкальным электронным коллективом Tangerine Dream.

## Сюжет
Фрэнк — талантливый медвежатник. Он уже отсидел в тюрьме за свои проделки, и старается работать аккуратно и без лишнего риска. После очередного успешного дела его постоянный скупщик становится жертвой разборок с гангстерами и Фрэнк вынужден выбивать деньги за свой товар силой.

## В ролях
| Актёр          | Роль     |
| -------------- | -------- |
| Джеймс Каан    | Фрэнк    |
| Тьюсдей Уэлд   | Джесси   |
| Вилли Нельсон  | Окла     |
| Джеймс Белуши  | Барри    |
| Роберт Проски  | Лео      |
| Том Сигнорелли | Эттажлиа |
| Дэннис Фарина  | Карл     |
| Норм Тобин     | Гвидо    |
| Дел Клоуз      | механик  |

## Премии и награды
Золотая малина 1982
- Номинации: худшая музыка к фильму

Каннский кинофестиваль, 1981 год
- Номинации: Золотая пальмовая ветвь